# En compañía
En compañía és un programa de televisió emès per CMM TV. Està Produït per CMMedia i Indalo y media, és presentat per Ramón García i Gloria Santoro i és emès de dilluns a divendres, de 15.40 a 18:15.
Es tracta de l'adaptació de l'espai de Canal Sur Radio y Televisión, La tarde aquí y ahora presentat, per Juan y Medio i Eva Ruiz.

## Format
Programa d'entreteniment presentat per Ramón García i Gloria Santoro; què té com a objectiu ajudar a posar fi a la solitud, un problema que avui dia afecta a milers de persones i que és una gran preocupació en la societat del segle xxi.
Cada tarda el programa s'acosta a les llars castellà-manxecs perquè persones que estiguin soles aconsegueixin acabar amb la seva solitud.
Tres persones majors donen a conèixer la seva història. Molts han enviduat o no es van casar, uns altres no desitgen viure amb els seus fills perquè prefereixen continuar sent independents i amos del seu espai, el seu temps, la seva manera de viure i no suposar cap càrrega per als altres.
L'objectiu de l'espai és que els convidats rebin el major nombre de crides de persones interessades en ells per a acabar amb la seva solitud: oferint companyia, regalant el seu temps o buscant parella.

## Audiència
Des de la seva primera emissió En compañía s'ha posicionat com un dels programes més vists de CMM TV. El programa inicio la seva marxa amb una quota superior al 7% i va aconseguir la seva quota màxima d'audiència el 22 de gener de 2018 amb un 18,1% de share i 93.000 espectadors. Aquest espai és l'oferta preferida entre les dones, els majors i les poblacions de menys de 10.000 habitants, tenint en la resta de grups un significatiu seguiment.

## Reconeixements
FesTVal
| Any  | Categoria                 | Resultat  |
| ---- | ------------------------- | --------- |
| 2017 | Millor programa autonòmic | Guanyador |